# Gevherhan Hatun

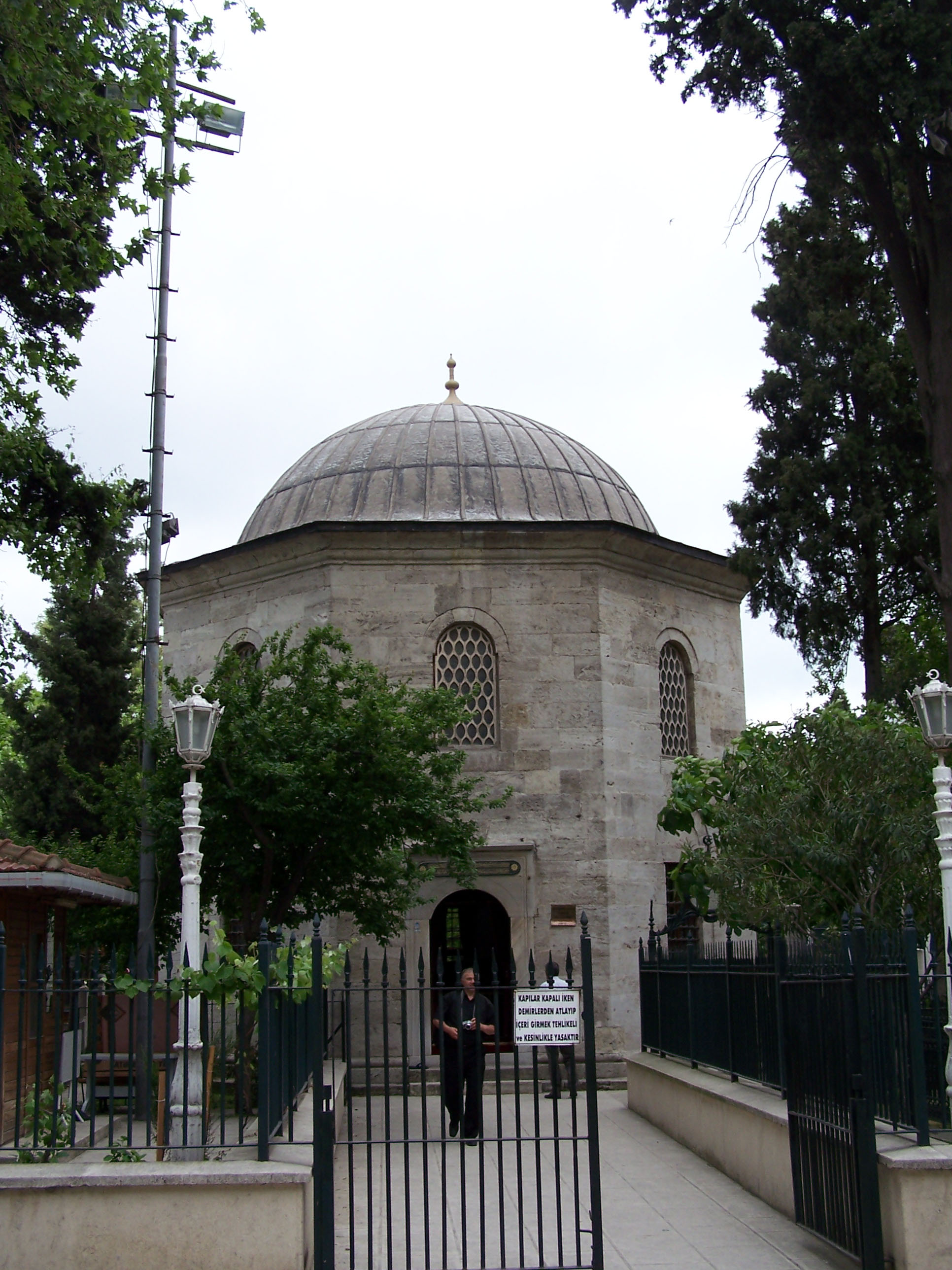
Grabmal von Gevherhan Hatun in der Gülbahar-Hatun-Türbe im Garten der Fatih-Moschee in Istanbul.

Gevherhan Hatun (* um 1455 in Edirne; † nach 1477 in Istanbul) war eine osmanische Prinzessin und Tochter von Sultan Mehmed II.

## Leben
Gevherhan Hatun wurde im 15. Jahrhundert als Tochter des osmanischen Sultans Mehmed II. und dessen Gemahlin Gülbahar Hatun geboren. Sie war die jüngere Schwester von Sultan Bayezid II.
Im Jahr 1474 wurde Gevherhan mit Uğurlu Muhammad, einem Sohn des Aq-Qoyunlu-Herrschers Uzun Hasan verheiratet. Uğurlu Muhammad hatte gegen seinen Vater rebelliert und musste Zuflucht bei den Osmanen suchen. Der osmanische Sultan hieß Uğurlu Muhammad willkommen und gab ihm seine Tochter zu Frau. Mehmed setzte seinen neuen Schwiegersohn in der Grenzprovinz Sivas ein und versprach, ihn mit Waffen und Soldaten zu versorgen, mit denen er im richtigen Moment seinen Anspruch auf sein Erbe geltend machen können würde. Im Jahr 1476/77 zettelte Uğurlu Muhammad schließlich einen gewaltsamen Aufstand gegen seinen Vater an, bei dem Muhammad getötet wurde.
Aus der Ehe von Gevherhan und Uğurlu Muhammad ging Göde Ahmed hervor. Wegen des Todes seines Vaters ließ Mehmed seinen Enkel nach Istanbul bringen und dort erziehen. Ahmed heiratete 1489 die Tochter seines Onkels Sultan Bayezid II. Aynışah Hatun.
Nach ihrem Tod wurde Gevherhan Hatun in der Türbe ihrer Mutter in der Fatih-Moschee in Istanbul bestattet.

## Rezeption
In der türkischen Fernsehserie Fatih, welche die Geschichte des Sultans Mehmed II. erzählt, wurde Gevherhan Hatun von der türkischen Schauspielerin Hande Soral dargestellt.